# Racine (Wisconsin)
Racine – miasto w Stanach Zjednoczonych, w południowo-wschodniej części stanu Wisconsin, port nad jeziorem Michigan. Około 82 tys. mieszkańców.
Zbudowane w roku 1834 pod nazwą Port Gilbert, którą zmieniono w 1837 roku na Racine. Po zmodernizowaniu portu i poprowadzeniu linii kolejowej w latach czterdziestych XIX wieku, gwałtowny rozwój przemysłu. Racine otrzymał prawa miejskie w 1948 roku.
Rozwinięty przemysł poligraficzny, chemiczny, maszynowy oraz elektrotechniczny. Ważnym ośrodkiem edukacji jest Uniwersytet.
Z Racine pochodzi Gabrielle Ortiz, amerykańska koszykarka.

## Miasta partnerskie
- Aalborg, Dania
- Bluefields, Nikaragua
- Fortaleza
- Montélimar, Francja
- Ōiso, Japonia
- Zapotlanejo, Meksyk